# Pyskatec lesklý
Pyskatec lesklý (Prasium majus), česky též nykolinka větší, je rostlina z čeledi hluchavkovitých, rozšířená ve Středomoří, jediný zástupce monotypického rodu pyskatec (Prasium).

## Popis

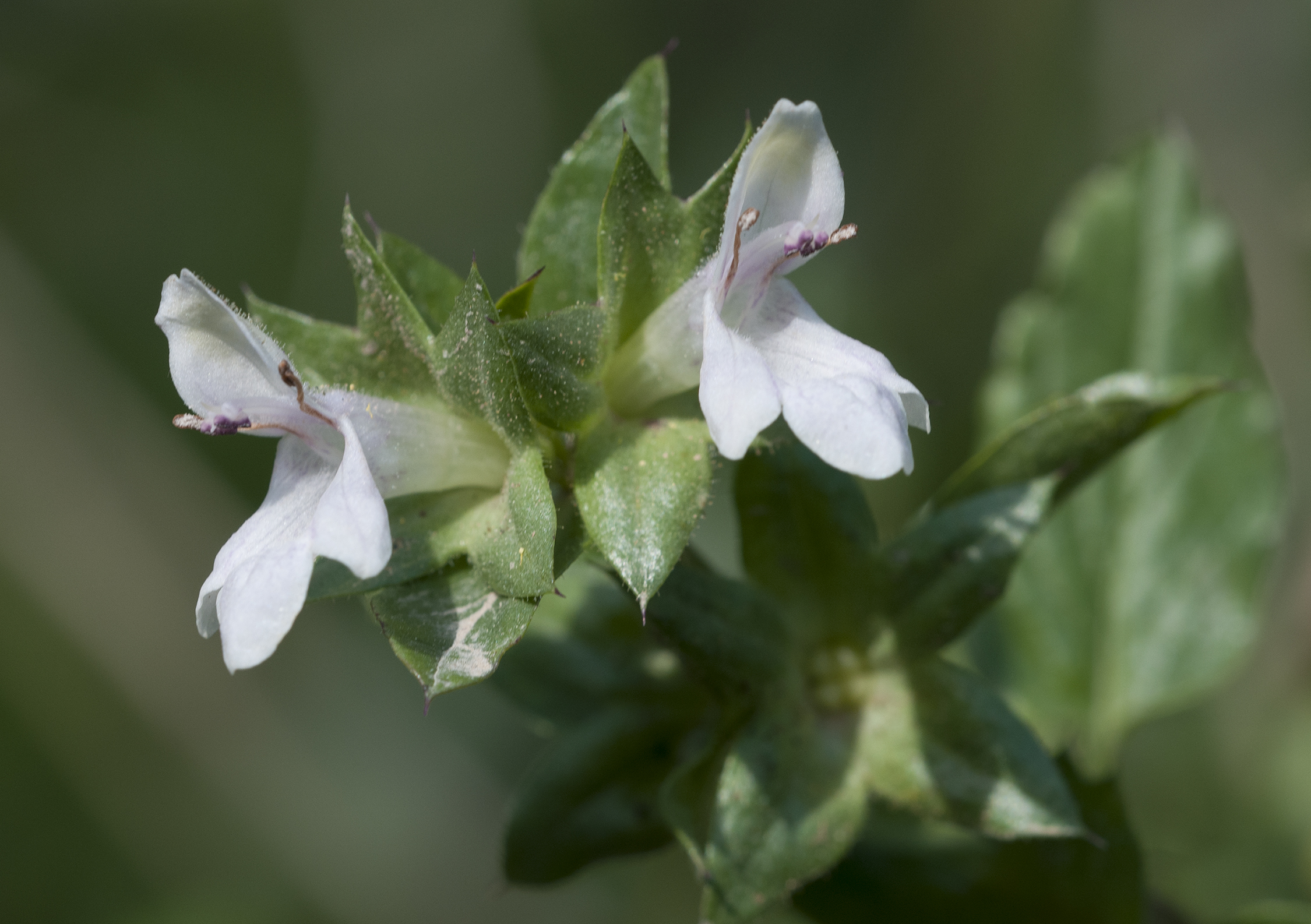
Detail květů

Je to menší, obvykle hustě větvený opadavý keřík, dorůstající výšek 30–100(–150) cm. Větévky jsou hranaté, se žlutošedou, po vyzrání podélně popraskanou kůrou; na nich vyrůstají vstřícné řapíkaté listy vejčitého až vejčitě kopinatého tvaru, po okrajích pilovité či zubaté, lesklé, lysé či jenom řídce chlupaté. Květy jsou oboupohlavné, uspořádané v řídkých, listeny podepřených lichopřeslenech po 2–3; kalich je široce zvonkovitý, s pěti zuby, koruna výrazně dvoupyská, přičemž horní pysk je jednoduchý, spodní dělený do tří laloků. Délka korunní trubky je asi 10 mm. Barva květu je bílá, případně světle narůžovělá. Tyčinky jsou čtyři, z květu nevyčnívají. Plodem jsou tvrdky. Druh je opylován hmyzem, kvete od ledna do června.

## Ekologie a rozšíření

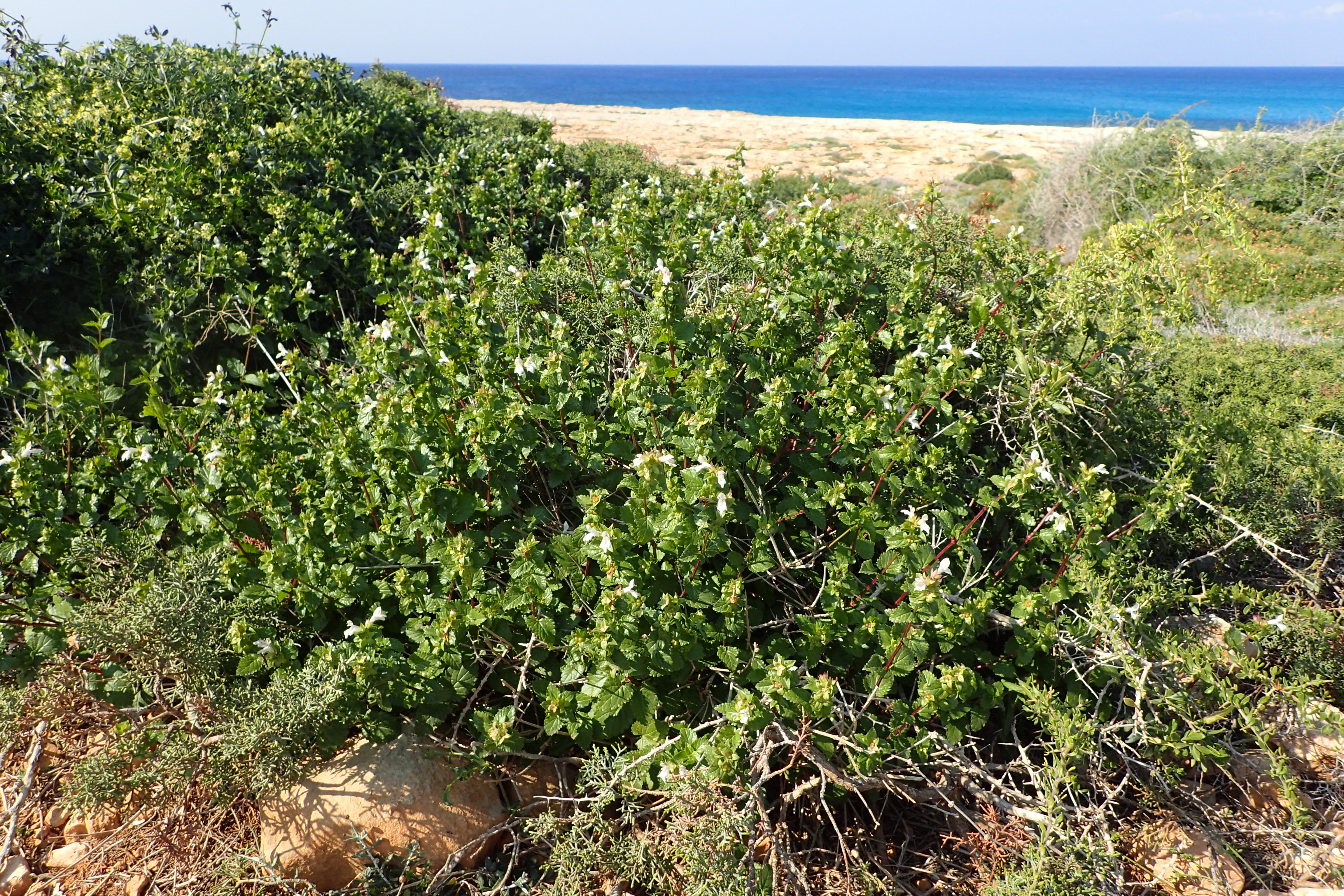
Celkový habitus keře

Druh je rozšířen v oblasti celého Středomoří kromě Francie, sporná je jeho původnost na Kanárských ostrovech a v Makaronésii. Roste na suchých kamenitých a skalnatých stráních, na skalních útesech, na sedimentech okolo pobřeží, v makchiích a garrigues či jako podrost světlých tvrdolistých lesů, převážně v blízkosti moře. Zasahuje do maximální nadmořské výšky 150–600 m. Je vápnomilnou rostlinou, preferuje tedy vápencové podloží.

## Využití
Ve Středomoří jej lze pěstovat jako nenáročnou okrasnou rostlinu s půvabnými květy, která dobře snáší sucho a plné slunce a nevyžaduje zvláštní péči. Listy se využívají v kuchyni pro vysoký obsah vitamínu E a antioxidační působení. Pyskatec je též dobrá medonosná rostlina.

## Taxonomická poznámka
V rámci hluchavkovitých patří rod pyskatec do podčeledi Lamioideae a tribu Stachydeae. Linné ve svých Species Plantarum z roku 1753 popsal na základě morfologie dva druhy, které byly posléze sjednoceny a rod Prasium je tak považován za monotypický – obsahuje pouze jediného zástupce.